# Griffinia leucantha
Griffinia leucantha är en amaryllisväxtart som beskrevs av K.D.Preuss. Griffinia leucantha ingår i släktet Griffinia och familjen amaryllisväxter. Inga underarter finns listade i Catalogue of Life.